# 日本南極探検

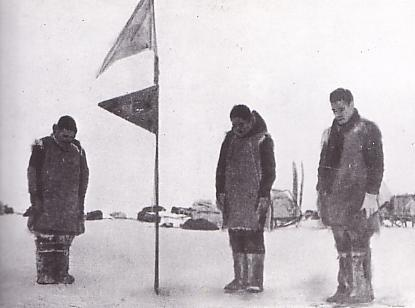
大和雪原、1911年1月29日。

『日本南極探検』（にっぽんなんきょくたんけん）は、1911年（明治44年）から1912年（大正元年）にかけて製作された日本のドキュメンタリー映画である。『南極実景』（なんきょくじっけい）とする資料も存在する。梅屋庄吉のM・パテー商会（現在の日活の前身の一社）が製作・配給し、1912年に公開された。
2007年（平成19年）以降の研究で、現存する本作はオリジナル版ではなく、1930年（昭和5年）と1950年（昭和25年）の2度にわたる再編集が加えられたものであり、また『日本南極探検』というタイトルは、1930年の再編集版公開の際につけられたものであることが判明している。

## 略歴・概要
白瀬矗は1910年（明治43年）11月28日に南極探検を開始、その後天候の不順からオーストラリアのシドニーに一時戻っていた。同探検のスポンサーである大隈重信は、映画会社であるM・パテー商会を経営する梅屋庄吉にドキュメンタリー映画の撮影を依頼、梅屋は同社の撮影技師田泉保直をシドニーに派遣、随行させて「第二次南極探検」の撮影を行った。田泉は同隊に随行する全期間で、35mmフィルムを4,000フィート回した。撮影機材は、ワーウィック貿易のワーウィック撮影機。
本作は、1912年に完成し、同年6月28日、M・パテー商会が配給して、浅草の国技館で公開した。同年9月1日には、同社は他3社と合併して日活となった。日活は、同年11月15日に、浅草公園六区の大勝館を筆頭に『南極探検』という映画を公開しているが、これは牧野省三監督、尾上松之助主演の劇映画であり、本作とは異なる。
その後、白瀬は本作のフィルムプリントを使用しての講演を行い続けた。
2012年（平成24年）5月現在、東京国立近代美術館フィルムセンター、早稲田大学の両者が上映用プリントを所蔵している。前者は35mmフィルム・20分、後者は16mmフィルム・15分である。フィルムセンターのプリントは、2001年（平成13年）にイタリア・ポルデノーネで行われた第20回ポルデノーネ無声映画祭で上映されている。

### 再編集過程
2007年以降の研究で、本作は以下のような過程で再編集が加えられていたことが判明している。
1. 1912年（明治45年） - 初公開。この時点では『日本南極探檢』という題名はまだ存在せず、当時の新聞等では『南極實景』『南極探檢活動写真』などの題名が用いられていた。
2. 1930年（昭和5年） - 「日本南極探検20周年記念会」が当時残っていたフィルムを編集し、『日本南極探檢』のタイトルで新作映画として制作、公開。35mmフィルム、約45分。説明字幕の多くはこの際に付け加えられたものと考えられている。2007年に東京国立近代美術館フィルムセンターと文化庁が共同で行った「近代歴史資料緊急調査」で再発見された。
3. 1950年（昭和25年） - 「南極探検隊40周年記念会」が、1930年版『日本南極探檢』の字幕部分を残し、映像部分を短縮したダイジェスト版を制作。16mmフィルム、約19分。探検隊の遺族やPTA向けの文化教材として利用された。また、1951年に文部省に買い上げられたものが、東京国立近代美術館フィルムセンターを経て国立映画アーカイブに保存されている[5]。

### 1930年版フイルムの再発見
2007年度（平成19年度）に文化庁と東京国立近代美術館が行った「近代歴史資料緊急調査」で、南極探検後援会専任幹事であった村上俊蔵の遺族が所持していた851メートル（5巻・現存最長）の可燃性染調色ポジフィルムが発見され、このフィルムは1940年に検閲を通過したもので、長さも原形（857メートル）をとどめていることが判明した。2015年度（平成27年度）に東京国立近代美術館によってフィルムの不燃化とデジタル修復が行われ、2016年11月24日に東京国立近代美術館フィルムセンターで特別上映会が行われた。その後の研究で、この再発見されたフイルムは、オリジナルのプリントを元に、1930年に「日本南極探検20周年記念会」が制作したものであり、『日本南極探検』というタイトルはこの際につけられたものであることが判明した。

## スタッフ・作品データ
- 監督・脚本 : 不明[2][4]
- 撮影 : 田泉保直[1][4]

- 製作 : M・パテー商会
- 上映時間（巻数 / メートル） : 約20分[10]（1巻[2] / 1,210尺 / 366メートル[11]）
  - デジタル復元版 : 約49分（5巻 / 851メートル）[9]
- フォーマット : 白黒映画 - スタンダードサイズ（1.37:1） - 16fps - サイレント映画
- 映倫番号 : なし[2]
- 公開日 :  日本 1912年6月28日
- 配給 :  M・パテー商会
- 初回興行 : 浅草・国技館